# Unterbäch
Unterbäch (walsertyska: Unnerbäch) är en ort och kommun i distriktet Westlich Raron i kantonen Valais, Schweiz. Kommunen har 483 invånare (2023).